# Rasna
Rasna je naselje u Republici Hrvatskoj u Požeško-slavonskoj županiji, u sastavu općine Brestovac.

## Zemljopis
Rasna je smještena oko 10 km zapadno od Brestovca, na obrnocima planine Psunj zapadno od ceste Požega - Pakrac, susjedna sela su Koprivna na zapadu, Deževci i Pasikovci na istoku.

## Stanovništvo
Prema popisa stanovništva iz 2011. godine Rasna je imala 7 stanovnika.
| broj stanovnika | 127   | 142   | 115   | 137   | 166   | 190   | 193   | 207   | 163   | 158   | 132   | 110   | 82    | 65    | 9     | 7     | 7     |
|                 | 1857. | 1869. | 1880. | 1890. | 1900. | 1910. | 1921. | 1931. | 1948. | 1953. | 1961. | 1971. | 1981. | 1991. | 2001. | 2011. | 2021. |